# Jonnie Peacock
Jonathan Peacock, MBE (sinh ngày 28 tháng 5 năm 1993) là một vận động viên chạy nước rút người Anh. Là một người khuyết tật, Peacock đã giành huy chương vàng ở Paralympics Mùa hè 2012 và Paralympics Mùa hè 2016, đại diện cho Liên Hiệp Anh trong nội dung chạy T44 100m nam.

## Tiểu sử

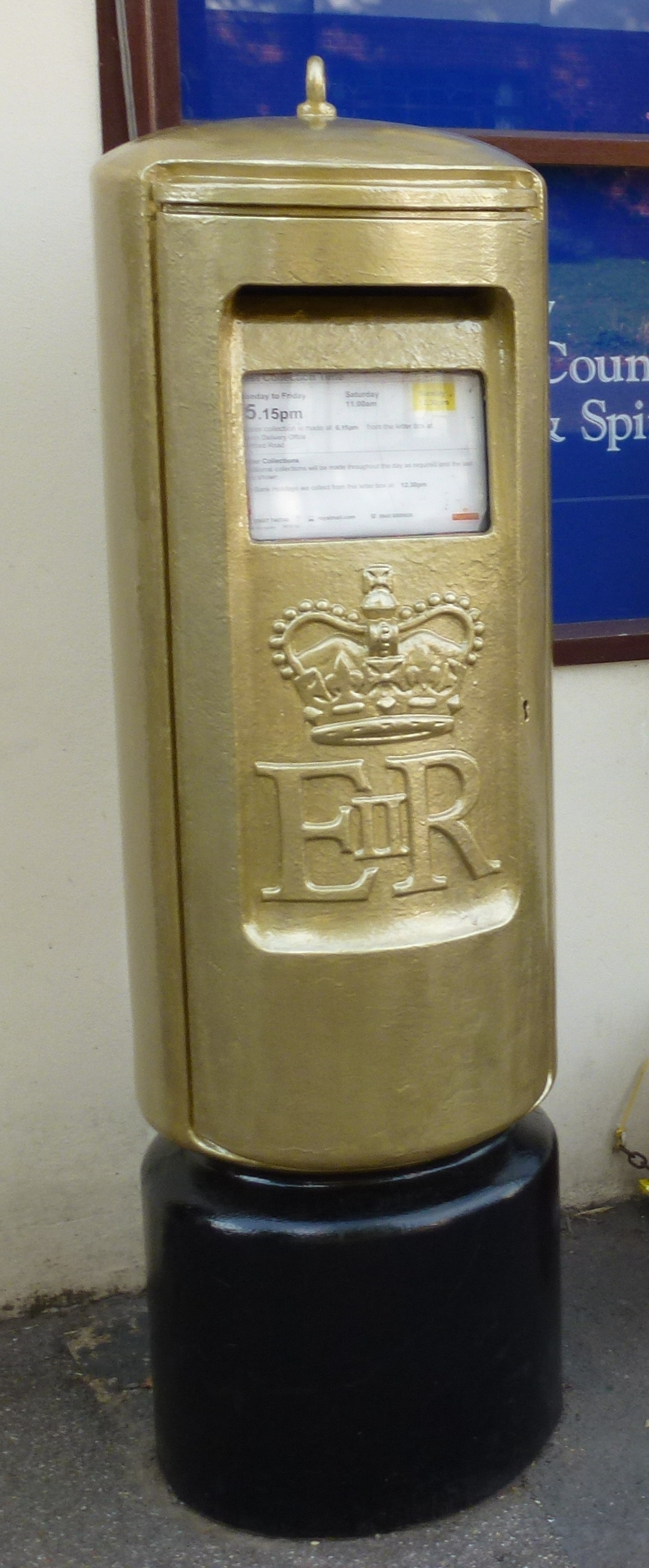
Thùng thư vàng của Peacock (Doddington, Cambridgeshire)

Peacock sinh ra ở Cambridge. Lúc 5 tuổi, anh mắc phải bệnh viêm màng não, làm cho các mô ở chân phải bị chết, và sau đó phải đoạn chi dưới đầu gối. Vì muốn chơi bóng đá, anh được dẫn đến Ngày hội Tài năng các môn thể thao khuyết tật, khi anh hỏi về môn thể thao khuyết tật nào phù hợp với cái chân giả của minh. Mẹ anh đã đưa anh tới trường khi anh không thể đeo chân giả vì mỏm cụt quá đau nhức. Peacock đã ví cái mỏm cụt của mình như là "giò xúc xích."
Peacock tham gia cuộc đua quốc tế đầu tiên của mình ở Paralympics Thế giới, tổ chức tại Manchester vào tháng 5 năm 2012. Vào tháng 6 năm 2010, Peacock thiết lập kỉ lục thế giới ở nội dung chạy nước rút 100 mét tại Paralympics ở Mỹ, với thời gian 10.85 giây, đánh bại kỉ lục trước đó được ghi bởi Marlon Shirley (hơn 0.06 giây). Kỉ lục này được phá vỡ vào tháng 7 năm 2013 tại IPC Athletics World Championships 2013 ở sân vận động Stade du Rhône, Lyon khi vận động viên người Mỹ  Richard Browne thiết lập trong 10.83 giây ở Bán kết nội dung T44 100m.
Ở Paralympics Mùa hè 2012, Peacock giành chiến thắng ở chung kết nội dung T44 100m với thời gian 10.90 giây, giành huy chương vàng và thiết lập kỉ lục mới. Chiến thắng này làm cho huấn luyện viên của anh, Dan Pfaff, trở thành người duy nhất huấn luyện 1 vận động viên giành huy chương ở cả Olympics và Paralympics; Pfaff đã huấn luyện vận động viên người Canada Donovan Bailey, giành huy chương vàng trong Olympics Mùa hè 1996 ở Atlanta.
Peacock buộc phải rút lui ở IPC Athletics World Championships 2015 do bị đau ở mỏm cụt, trong suốt mùa hè năm ấy.
Ở Paralympic Mùa hè 2016, Peacock đã bảo vệ thành công huy chương của mình, khi giành huy chương vàng ở nội dung T44 100m, với thời gian 10.81 giây.

## Khen thưởng
Peacock được bổ nhiệm làm thành viên Huân chương Đế chế Anh (MBE) nhân dịp năm mới 2013 vì những đóng góp trong sự nghiệp vận động viên.